# Sinogomphus shennongjianus
Sinogomphus shennongjianus är en trollsländeart som beskrevs av Liu 1989. Sinogomphus shennongjianus ingår i släktet Sinogomphus och familjen flodtrollsländor. Inga underarter finns listade i Catalogue of Life.